# 조지 M. 댈러스
조지 미플린 댈러스(George Mifflin Dallas, 1792년 7월 10일 ~ 1864년 12월 31일)는 미국의 민주당 정치인, 외교관으로 제11대 부통령(1845~49)이었다. 그는 또한 필라델피아 시장, 미국 지방 검사, 펜실베이니아주 검찰 총장을 지내기도 하였다. 부통령으로서 그는 관세 인하와 영토 확장을 향한 업무를 맡았다. 부통령으로서 임기 후, 1856년과 1861년 사이에 영국 주재 공사를 지냈다.
댈러스는 영국에서 합중국의 원인을 강화하는 노력들을 만든 자신의 국가를 대표하였다. 텍사스주와 오리건주의 댈러스가 그의 이름을 땄다.

## 학력
- 1806년: 퀘이커-런 고등학교 졸업
- 1810년: 프린스턴 대학교 인문학 학사

## 어린 시절
펜실베이니아 식민지 필라델피아에서 알렉산더 제임스 댈러스와 아라벨라 스미스 댈러스에게 태어난 댈러스는 그의 중앙 이름이 부친의 친구 정치인 토머스 미플린의 이름을 땄다고 한다. 그의 부친은 제임스 매디슨 대통령 아래 재무장관을 지냈다. 조지 댈러스는 사적으로 교육을 받았고 후에 뉴저지 칼리지 (현재 프린스턴 대학교)에서 수학하였다.
1810년 최고 점수와 졸업한 댈러스는 법률을 수학하여 1813년 펜실베이니아주 법정으로 수용되었다.

## 초기 경력
1813년 댈러스는 러시아로 외교 사명에 시사로서 재무장관 앨버트 갤러틴을 동행하였다. 1814년 귀국하여 뉴욕주에서 자신의 법률 관행을 세웠고, 후에 미국 제2 은행에 고문을 지냈다. 그는 1817년 필라델피아에 대리 검찰 총장으로 임명되어 1820년까지 지냈다. 1828년 10월 필라델피아 시장으로 선출되어 이듬해 4월까지 재직하였다. 앤드루 잭슨 대통령은 그를 펜실베이니아주 동부 구역을 위한 지방 검사로 임명하여 1831년까지 지냈다.
그후 댈러스는 펜실베이니아주 연방 상원의 민주당 의원 (1831년 ~ 1833년)이었다. 해군 정세국 위원회의 의장을 지낸 그는 재선을 위한 자신의 지명을 거절하였다. 댈러스는 자신의 법률 관행을 다시 시작하여 1833년부터 1835년까지 펜실베이니아주의 검찰 총장으로 임명되었다. 그는 또한 1835년 펜실베이니아주 프리메이슨의 단장이기도 했다. 댈러스는 1837년 마틴 밴 뷰런 대통령에 의하여 러시아 주재 공사로 임명되었다.

## 이후의 경력

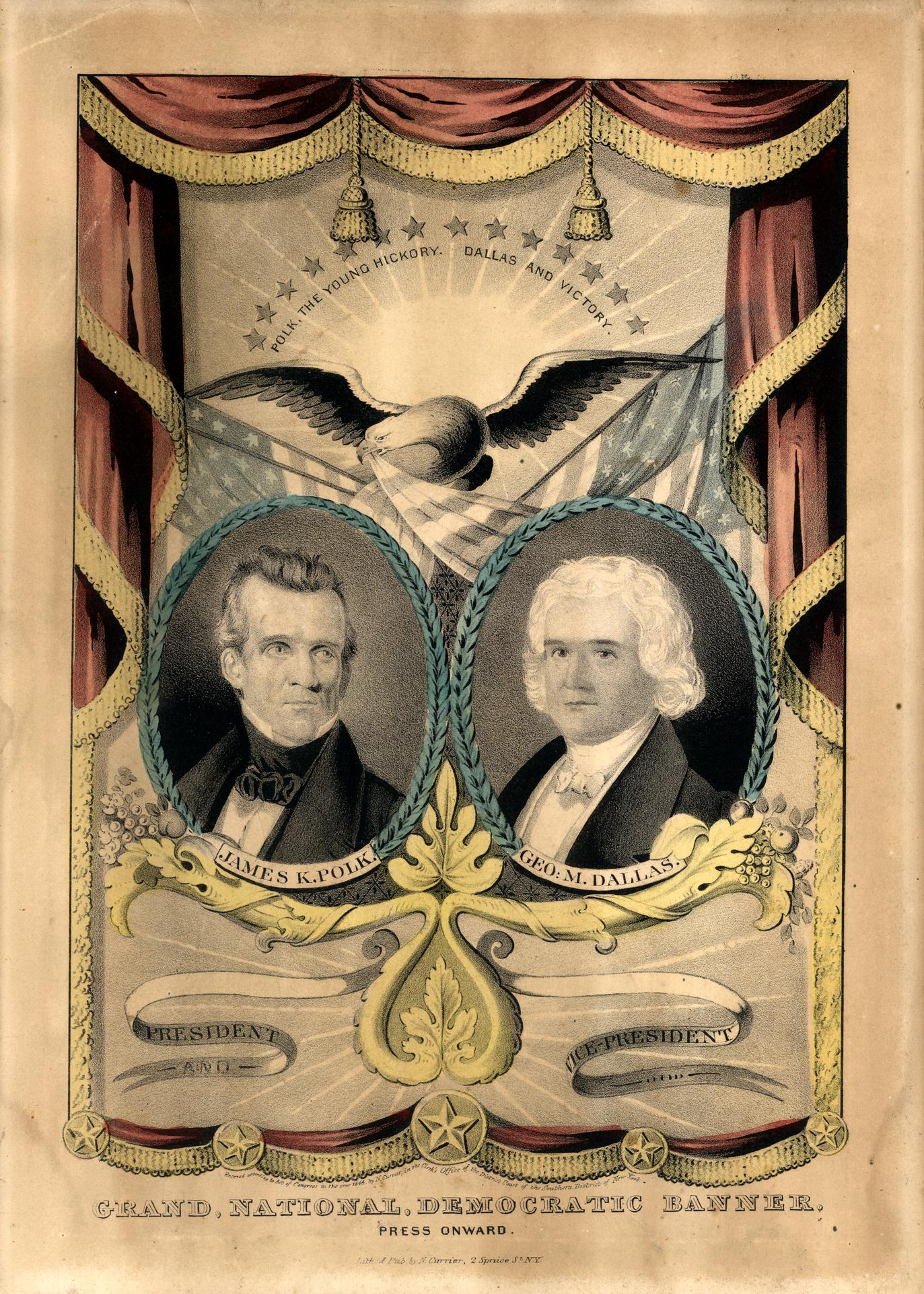
제임스 K. 포크와 댈러스의 대선 운동 포스터

1839년 귀국 후 댈러스는 제임스 뷰캐넌이 거부한 후 법무장관 직이 제공되었으나 거절하였다. 댈러스는 후에 15대 대통령이 된 동료 펜실베이니아주 출신 뷰캐넌의 정치적 라이벌이었다. 경쟁은 "가족당"과 "합병자" 사이에 펜실베이니아주 민주당의 권력 분투에 뿌리가 두어졌다. 댈러스는 가족당을 지도하였고, 그들은 헌법의 주권와 보호 관세, 강한 중앙적 은행 제도를 통하여 국가 상업을 용이하게 하고 국내 향상을 흥행하는 활동적인 국가 정부를 믿었다. 뷰캐넌은 펜실베이니아주 서부의 농부들에 힘이 놓인 합병자를 이끌었다.
1844년 5월 대통령으로 지명된 제임스 K. 포크는 사일러스 라이트가 부통령직을 거절한 후 댈러스에게 그 직을 제공하였다. 댈러스는 부통령으로 선출되어 1845년 3월 선서하여 1849년까지 재직하였다. 댈러스는 상원의 사회자로서 영향력이 있었다. 그는 포크의 의사 일정을 지지하고 많은 최종결정 투표들을 하는 데 일을 하였다. 댈러스는 멕시코-미국 전쟁이 일어난 동안 오리건 영토들과 멕시코의 전부의 병합을 요구하기도 했다. 그는 미국의 이 지역들의 일부 병합과 함께 만족했다.
댈러스는 1948년 미국 대통령 선거를 위하여 대통령을 위한 경쟁자로서 자신을 조종하려고 했다. 하지만 관세를 낮추는 데 그의 꺼리는 투표는 펜실베이니아주에서 그의 기지를 파괴하였다. 노예제에 국민 주권에 관한 그의 옹호는 그에 대항하는 반대를 강화하였다. 그는 포크 대통령이 뷰캐넌을 국무장관으로 임명했을 때 당의 지지에 관한 희망을 잃었다. 1856년 그는 프랭클린 피어스 대통령에 의하여 영국 주재 공사로 임명되어 1861년까지 지냈다.

## 개인 생활
댈러스는 오래된 연방주의자 가문의 딸 소피아 니클린과 결혼하여 8명의 자녀를 두었다.

## 사망과 영예
댈러스는 정계 은퇴 후 필라델피아에서 자신의 사생활로 돌아왔다. 남북 전쟁이 한창인 1864년 12월 31일 심근 경색으로 사망하였고, 필라델피아 세인트피터스 성공회 묘지에 안장되었다.
많은 군들이 댈러스의 이름을 따왔으며 오리건주와 텍사스주의 댈러스 시들이 그의 이름을 땄다.

## 역대 선거 결과
| 선거명        | 직책명                            | 대수 | 정당          | 득표율 | 득표수  | 결과 | 당락                         |
| ------------- | --------------------------------- | ---- | ------------- | ------ | ------- | ---- | ---------------------------- |
| 1822년 선거   | 하원의원 (펜실베이니아 제2선거구) | 18대 | 민주공화당    | 36.67% | 1,367표 | 2위  | 낙선                         |
| 1828년 선거   | 필라델피아 시장                   | 58대 | 잭슨파 민주당 | 80.00% | 24표    | 1위  | 필라델피아 시장 당선         |
| 1830년 선거   | 상원의원 (펜실베이니아 제3부)     | 22대 | 민주당        | 3.79%  | 5표     | 5위  | 낙선                         |
| 1831년 재선거 | 상원의원 (펜실베이니아 제1부)     | 22대 | 민주당        | 50.38% | 67표    | 1위  | 펜실베이니아주 상원의원 당선 |
| 1844년 선거   | 미국의 부통령                     | 11대 | 민주당        | 61.82% | 170표   | 1위  | 미국의 부통령 당선           |